# Вдовий дом (Баррикадная улица)
Вдо́вий дом — государственное благотворительное учреждение (вдовий дом), открытое в Москве в 1803 году.

## История
Здание Вдовьего дома было построено в 1775 году архитектором Иваном Жилярди. Вдовий дом был открыт в 1803 году для содержания вдов, мужья которых прослужили на военной или гражданской службе не менее 10 лет. Именно здесь появились первые в Москве сёстры милосердия.
После Отечественной войны 1812 года восстановлением разрушенного здания занимался его создатель — Иван Жилярди. В 1818—1823 годах его сын, Доменико Жилярди, расширил постройку и возобновил домовую церковь, которая стала очень посещаемой. Здание было перестроено в стиле ампир.
По уставу 1854 года число вдов, проживающих во Вдовьем доме, не должно было превышать шестисот человек. Большая часть вдов (470 человек) получали пенсию, а 60 посвятили себя уходу за больными, то есть составляли разряд «сердобольных вдов».
В честь Революции 1905—1907 годов на здании Вдовьего дома установлена мемориальная доска.
После Октябрьской революции Вдовий дом был закрыт, а здание передано Народному комиссариату здравоохранения СССР. В настоящее время здесь расположена Российская медицинская академия непрерывного профессионального образования. Здание Вдовьего дома является объектом культурного наследия.